# Woodface

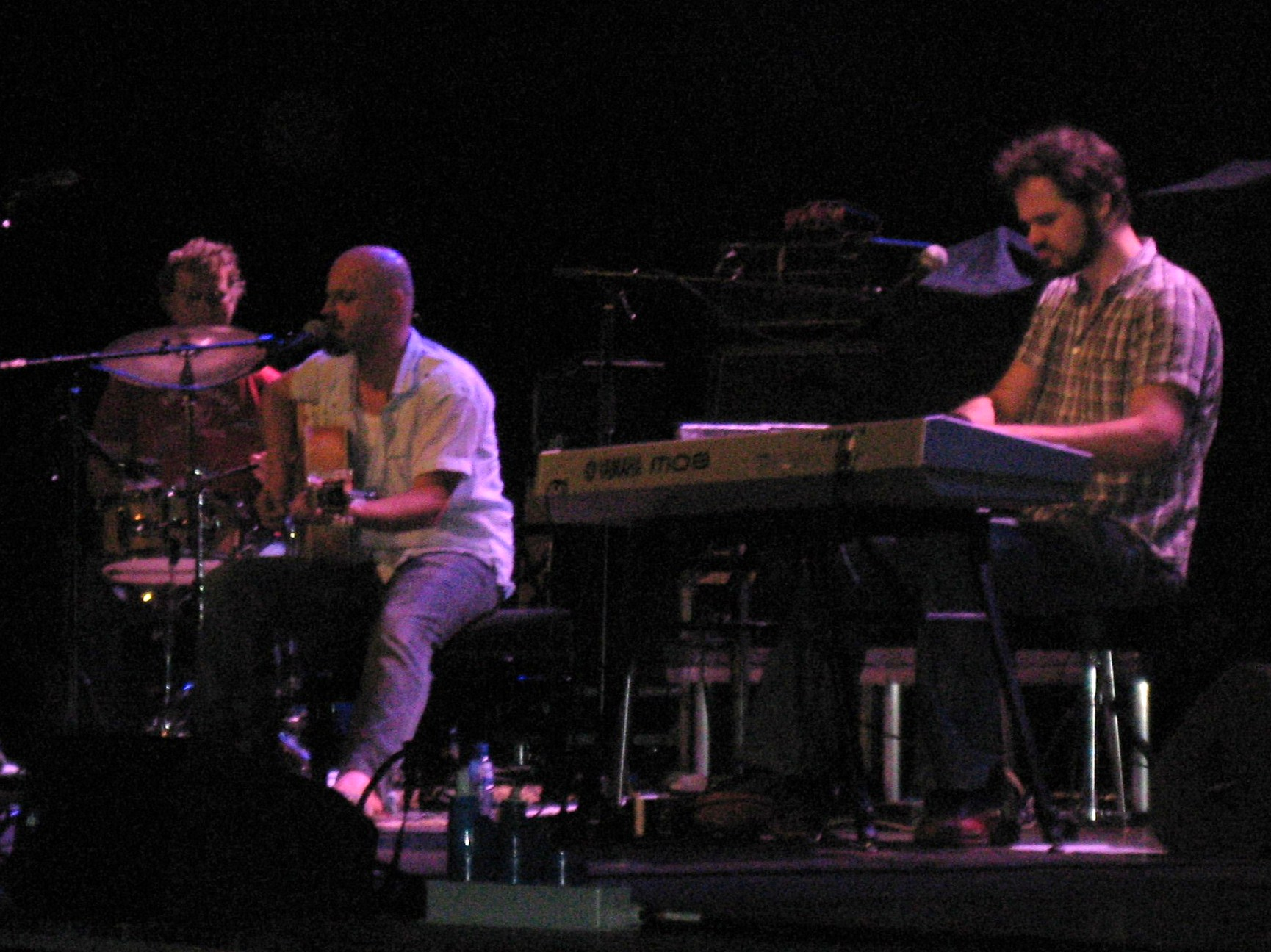
Woodface, 13 mai 2008

Woodface est un groupe belge de rock fondé par Gert Bettens.

## Historique
Guitariste chœur du groupe K's Choice, Gert Bettens, frère de Sam Bettens, après avoir tourné pendant 10 ans avec K's Choice s'est tourné tout comme son frère vers une carrière solo.
Il a ainsi fondé le groupe Woodface dont le premier album Good Morning Hope est sorti le 19 septembre 2005.
Son second album, Comet, est sorti le 15 octobre 2007. Il contient les deux singles "when colours fade" et "i will carry you".

## Membres
- Gert Bettens : Chants et guitare
- Koen Victor Lieckens : Batterie
- Thomas Vanelslander : Guitare
- Mirko Banovic : Basse
- Reinout Swinnen : Clavier